# Circo majenciano

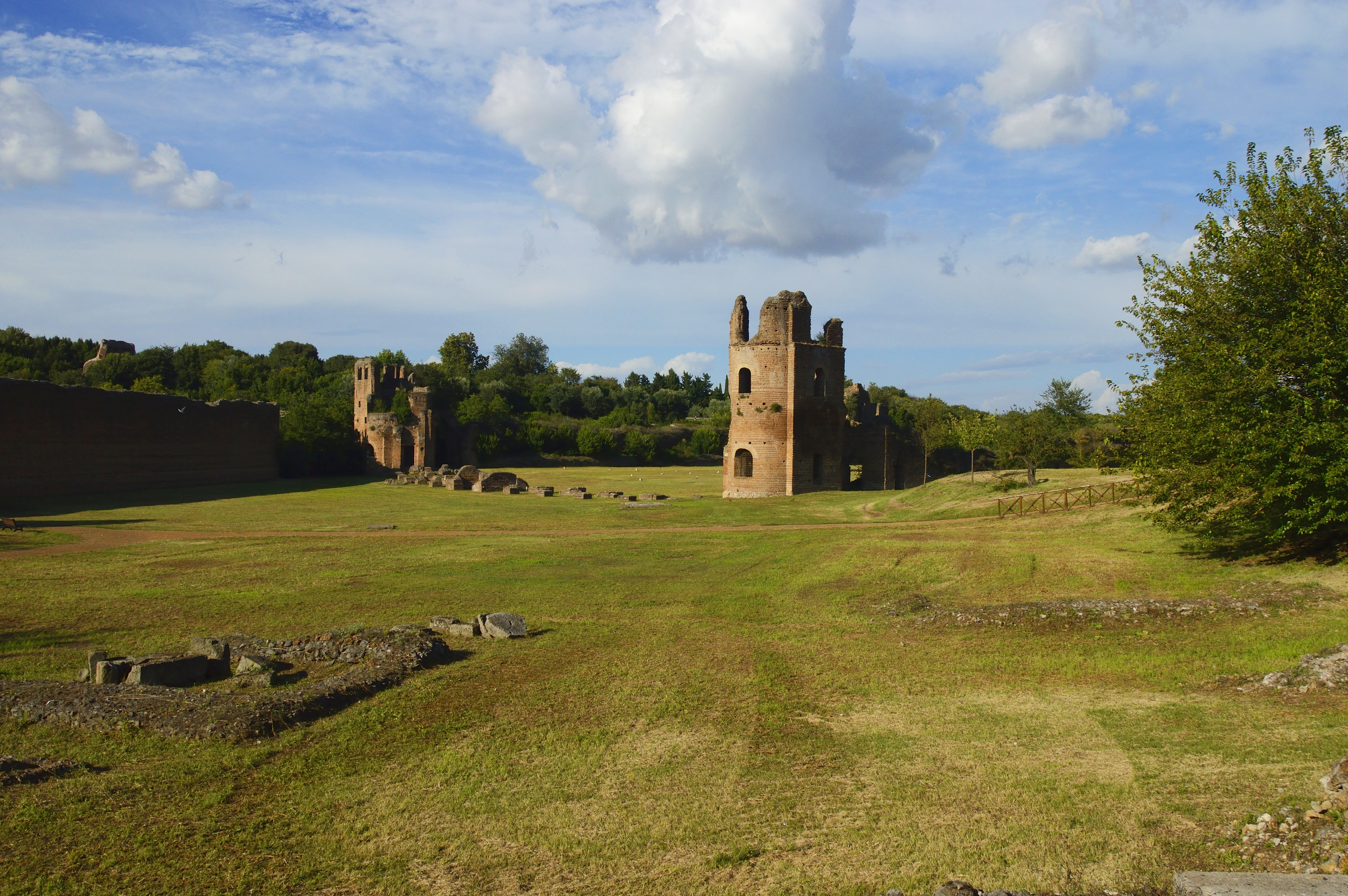
Corrales del circo majenciano.

El Circo majenciano es un circo romano a la orilla de la vía Apia, entre los miliarios segundo y tercero, a 200 m al norte del mausoleo de Cecilia Metela, edificado el 309 por el emperador Majencio.
Este circo, el mejor conservado y más estudiado de los edificios de su tipo, es parte de un complejo de edificaciones levantada por el emperador en este sitio, en que se incluyen una villa imperial y un mausoleo. Aquí se celebró juegos una sola vez, los inaugurales y a la vez fúnebres por la muerte de Rómulo, el hijo del emperador, quien había sido sepultado en el mausoleo de al lado.
El circo tiene 520 m de largo y 92 m de ancho. La gradería, aunque estrecha, conseguía contener hasta 20 mil espectadores. Las caballerizas fueron colocadas más allá de los corrales en el mismo patio del mausoleo de Rómulo. En la espina, como en los circos del siglo cuarto, había unos estanques de donde los aspersores sacaban agua para echarla sobre bestias y aurigas durante la carrera. Fue breve el uso del circo majenciano, ya por el fin inminente del emperador, ya por el terremoto que tuvo lugar a finales del siglo.